# Magical girl

Wikipe-tan en tenue de magical girl.

La magical girl (魔法少女, mahō shōjo) est un sous-genre de la fantasy japonaise qui met en scène des jeunes filles dotées de pouvoirs magiques.
On peut définir plus précisément la magical girl comme une fille, liée à un royaume magique d'une manière ou d'une autre, possédant de manière plus ou moins notoire des pouvoirs magiques pour faire le bien dans sa vie quotidienne, et étant éventuellement dotée pour cela d'une baguette et de compagnons magiques. Le genre a connu une évolution majeure à l'apparition de Sailor Moon. Intégrant des éléments de sentai, cette série a engendré une nouvelle sorte de magical girls, qui combattent le mal en groupe à l'aide de leurs pouvoirs magiques. Ainsi pourrait-on qualifier ce nouveau genre de « magical sentai ».
Ces séries, à l'origine destinées aux filles, sont aussi appréciées par les garçons pour des raisons souvent distinctes et sont aussi l'objet de produits dérivés tant à la télévision que sous toutes formes de produits dérivés allant du paquet de chips à la brosse à cheveux, en passant par les figurines et autres produits dérivés. Ce sont des séries ayant généralement un énorme succès au Japon, et même dans le monde entier.

## Historique et définition de la magical girl des années 1960-1990
Le terme a été inventé au début des années 1970 par la Toei Animation, à la suite du succès phénoménal de sa première série du genre Sally la petite sorcière (Mahō tsukai Sally). Il servait à désigner tous les clones de Sally, et a donc été utilisé pour surfer sur la vague de son succès. Ce terme englobait donc à l'origine les séries suivantes (liste non exhaustive) : Sally la petite sorcière (Mahō tsukai Sally, 1966), Himitsu no Akko-chan (Caroline en France, 1969), Mahō no Mako-chan (Mako la petite sirène en France, 1970), Sarutobi E-chan (1971), Mahōtsukai Chappi (Chappi la magicienne, 1972), Miracle shōjo Limitto-chan (« Limitto, la jeune fille miraculeuse », 1973), Cutey Honey (Cherie Miel en France, 1973), Majōkko Megu-chan (Meg en France, 1974), Majōkko Chikkuru (Magique Tickle, 1978), Hana no ko Lun-Lun (Le Tour du Monde de Lydie en France, 1979), Mahō Shōjo Lalabel (Le monde enchanté de Lalabel en France, 1980).
Ces héroïnes ont toutes en commun, excepté Cutey Honey, d'être de très jeunes filles, venant d'un royaume magique, ou ayant une forte empathie avec un tel royaume. Elles possèdent toutes des pouvoirs magiques, mais pas forcement une baguette et/ou une mascotte (ce qui sera par la suite indispensable à toute magical girl qui se respecte, industrie du jouet oblige), et les utilisent dans leur vie de tous les jours, le plus souvent pour résoudre les petits problèmes de leurs camarades de classe, parfois pour lutter contre un ennemi récurrent (cas de Megu-chan) ou pour poursuivre une quête (cas de Lun-Lun). Peu à peu, l'idée du secret, partagée par le spectateur ou la spectatrice, s'immisce dans ces séries : les pouvoirs magiques doivent rester connus de la magical girl et de sa jeune spectatrice seules, ce qui renforce le sentiment de connivence entre les deux.
À noter qu'il est manifeste dans le cas de Cutey Honey que le terme de magical girl était vraiment utilisé dans un but commercial à l'époque par la Toei, cette série adaptée de l'œuvre de Gō Nagai mettant en scène une jeune androïde plantureuse n'ayant plus grand-chose à voir avec les petites filles du royaume des sorcières vues précédemment...
Le genre ne faisant plus recette au début des années 1980, la Toei animation abandonne ce type de série. C'est Ashi Productions qui reprend alors le flambeau en 1982 avec Mahō no princess Minky Momo (Gigi en occident), qui sera distribuée en France par Harmony Gold, et marquera les esprits de manière définitive. Elle pose les bases de ce que va alors devenir la magical girl : princesse d'un royaume magique, Gigi possède une baguette magique qui lui permet de se transformer en adulte ayant des capacités hors du commun dans un domaine précis pour résoudre des petits soucis de la vie quotidienne. Chaque bonne action, prise en compte par une couronne magique, permet au royaume magique de se rapprocher un peu plus de la Terre, dont il s'est détaché lorsque les gens ont cessé de croire au merveilleux. Gigi est accompagné de 3 mascottes qui veillent sur elle. Gigi introduit également le fameux concept de la crise au milieu de la série, c'est-à-dire un passage très stressant dans lequel la magical girl perd en général ses pouvoirs, que l'on retrouve dans le film de Hayao Miyazaki Kiki la petite sorcière. Dans le cas de Gigi, l'événement de crise est d'une nature plus choquante. (Meurt et ressuscite)
Tous ces concepts se retrouvent dans les séries du Studio Pierrot, qui va alimenter le marché pendant plusieurs années avec 5 séries : Creamy, merveilleuse Creamy (Mahō no Tenshi Creamy Mami, 1984), Mahō no star Magical Emi (Emi magique, 1985), Mahō no fairy Pelsia (Vanessa ou la magie des rêves), Magical Idol Pastel Yumi (Susy aux fleurs magiques) , toutes les quatre vues sur la 5 et enfin, bien plus tard, Mahō no stage Fancy Lala.
On peut donc définir la magical girl telle qu'elle était à l'apogée du genre, comme une petite fille héroïne d'une histoire intégrant la plupart des éléments suivants :
- des pouvoirs magiques, qui lui sont soit innés soit confiés pour une durée limitée, dans le but de faire le bien autour d'elle dans sa vie quotidienne. Lorsque la magical girl provient d'une royaume magique, on retrouve la notion d'apprentissage et d'intégration au monde des humains.
- une liaison à un royaume magique d'une manière ou d'une autre (princesse de ce royaume, prêt de pouvoirs magiques par un habitant de ce monde, parents éloignés originaire de ce royaume...).
- une baguette et/ou des compagnons magiques, ayant un rôle de mentor/protecteur.
- un costume reconnaissable, qui peut changer lorsqu'elle pratique sa magie, en général assez court.
- une scène de transformation récurrente, ou au moins une façon d'employer sa magie récurrente, et attendue par le téléspectateur.
- la notion de secret : les pouvoirs magiques ne sont connus que de l'héroïne et du spectateur.
- et bien sûr, toute une cohorte d'amis et de bons sentiments.

## «Sailor Moon» ou l'avènement du «magical sentai»
Dans les années 1990, le genre vivote, quelques séries sont encore produites, mais il semble que déjà au début des années 1990, tout ait été dit. Aujourd'hui, le genre tel qu'il était à l'origine s'autoparodie, dans des séries comme Pretty Sammy ou Panzer Princess Punie par exemple.
La magical girl devait, si elle voulait perdurer, trouver une nouvelle forme. C'est ce qui s'est produit en 1992, lorsque Naoko Takeuchi a l'idée de renouveler le genre, en le mélangeant avec un type de séries jusque-là réservé aux garçons, le sentai. Sailor Moon est née. Mais peut-on encore parler de magical girl ?
Initialement, les séries de magical girl présentaient des héroïnes solitaires, devant cacher leurs pouvoirs aux autres. Par opposition, dans les séries que l'ont pourrait qualifier de « magical sentai », elles sont en groupe de 3, 4 ou 5, voire plus, et doivent souvent remplir une mission d'ordre supérieur (combattre un envahisseur quelconque le plus souvent) et en venir aux prises avec les forces du mal et du bien. Elles sont toujours accompagnées de mascottes et possèdent de nombreux objets magiques divers et variés, qui se renouvellent très souvent d'ailleurs, pour le plus grand bonheur de l'industrie du jouet.
De plus en plus de séries ont, par la suite, figuré des groupes de magical girls plutôt que des héroïnes isolées, mettant en avant l'esprit d'équipe et de partage. D'après certains scénaristes japonais[réf. nécessaire], cette approche est de plus en plus fréquente, en partie parce qu'elle bénéficie d'un succès plus important auprès du public. On peut citer, entre autres Wedding Peach, Yes! Pretty Cure 5, Tokyo Mew Mew, Ojamajo Doremi, Mermaid Melody Pichi pichi pitch.

## Évolution récente du genre: le magical guntai
Au milieu des années 2000, un petit nombre de scénaristes innove et pousse encore plus loin le concept des magical sentai. Au lieu d’intégrer l’héroïne dans un petit groupe de magiciennes, ils ont l'idée de l'intégrer dans une armée contenant de nombreuses magiciennes. De par l’appartenance à une structure militaire, contrairement au magical sentai, il y a mise en place, dans le groupe de l’héroïne, d'une hiérarchie formelle matérialisée par différents grades.
De plus, contrairement aux autres styles de magical girl, magical sentai compris, un grand nombre de personnes connaissent la nature magique des principaux protagonistes. Les magical girls ne cherchent le plus souvent pas à se cacher, sauf si elles se trouvent dans un lieu ignorant l'existence de la magie (ex : dans Nanoha A's). Voire dans certains cas, la magie est une banalité, maîtrisée par de nombreuses personnes à des degrés variés (ex : dans Nanoha StrikerS).
Le but, quant à lui, ne varie pas tellement du magical sentai.
Autre point important, dans le magical guntai, l’héroïne peut être, plusieurs fois, amenée à devoir faire un choix entre les ordres qu'elle reçoit et ses sentiments.

## Révolution
Certaines séries magical girl cassent le style connu afin de proposer une version révolutionnaire tel que la série d'animation Puella Magi Madoka Magica par exemple, réalisée par Akiyuki Shinbo et écrite par Gen Urobuchi. Le début de la série parait rose bonbon, comme toutes les autres histoires de magical girl mais à partir de l'épisode 3, l'anime prend une tournure proche de l'horreur, bien que plus psychologique que sanglante. Cette série nous révèle alors la véritable existence des magical girls, qui est beaucoup plus noire qu'on peut le penser.

## Liste de séries deMagical girl
(Non exhaustif)
1re vague : les magical girls de Toei animation
- Sally la petite sorcière (1966 puis 1989)
- Himitsu no Akko-chan (« Les secrets de la petite Akko », ou Caroline (série de 1988) dans le Club Dorothée, 1969 puis 1988)
- Mahō no Mako-chan (« Mako-chan magique », ou Mako la petite sirène en France, 1970)
- Sarutobi E-chan (1971)
- Mahôtsukai Chappi (« Chappi la magicienne », 1972)
- Miracle shōjō Limitto-chan (« Limitto, la jeune fille miraculeuse », 1973)
- Cherry Miel (1973, 1994, 1997, 2004), attention utilisation abusive du terme par la Toei animation dans son cas,
- Majôkko Megu-chan (« Megu la petite sorcière » ou Meg en France, 1974)
- Majôkko Chikkuru (« Magique Tickle », 1978)
- Le tour du monde de Lydie (1979) / Hana no ko Lun-Lun (« Lun-Lun, la fille aux fleurs », 1979)
- Le monde enchanté de Lalabel (1980) / Mahô shōjō Lalabel (« Lalabel la magicienne », 1980)

2e vague : les autres magical girls seules, avant et après Sailor Moon
- Gigi (1982, puis 1991) Mahô no princess Minky Momo
- Creamy, merveilleuse Creamy (Mahō no Tenshi Creamy Mami) (1983)
- Vanessa ou la magie des rêves (Mahō no fairy Pelsia) (1984)
- Emi Magique (1985)
- Susy aux fleurs magiques (1986)
- Malicieuse Kiki (1987-1989)
- Mahō no angel sweet Mint (« Sweet Mint, ange de la magie », 1990)
- Sailor V (Manga): 1991. Une seule magical girl, adolescente, de Naoko Takeuchi. Série posant les bases de Sailor Moon (1992).
- Hana no mahō tsukai Marybell (« Marybell, la magicienne aux fleurs », 1992)
- Hime-chan no Ribbon (« Le ruban de la petite Hime », 1992)
- Ai to yuuki no Pig Girl Tonde Buurin une série dans laquelle l'héroïne se transforme en cochon justicier (1994)
- Akazukin Chacha (1995)
- Nurse Angel Ririka SOS (1995)
- Mahō shōjo Pretty Sammy (1995), un spin-off parodique de Tenshi Muyo.
- Sakura, chasseuse de cartes (1998)
- Jeanne de la Cambriole (1998)
- Mahō no stage Fancy Lala (1998)
- Cosmic baton girl comet san (2001)
- Alice 19th (2001)
- Ask Dr. Rin (2001)
- Full Moon wo sagashite (2002)
- Mirumo (2002)
- Princesse Tutu (2002)
- Mahō shōjo Lyrical Nanoha (2004)
- Okusama wa mahō shōjo (2005), une série très émouvante sur une magical girl qui refuse de devenir adulte.
- Sakura, chasseuse de cartes (Clear Card Arc) (2018)

3e vague : les magical girls en groupe, ou « magical sentai »
- Miracle Girls (1991). (Jumelles ayant un pouvoir de téléportation et s'en servant pour faire le bien).
- Sailor Moon (1992). Groupe (variable au fil de l'histoire), adolescentes.
- Ai tenshi densetsu Wedding Peach (1995)
- Magical DoReMi (1999-2004)
- Tokyo Mew Mew (2002)
- Mermaid Melody pichi pichi pitch (2003, puis 2004)
- Futari wa Pretty Cure (2004, puis 2005)
- Pretty Cure Splash Star (2006)
- Fushigi boshi no futago hime (2005, puis 2006)
- Chocola et Vanilla (2005)
- Yes! Pretty Cure 5 (2007, puis 2008)
- Fresh Precure ! (2009)
- Heartcatch PreCure (2010)
- Mahō Shōjo Biblion (2006)
- Les Supers Nanas Zeta (2006)
- Shugo Chara! (2007)
- Suite Precure (2011)
- Smile Precure (2012)
- Senki Zesshou Symphogear (2012)
- DokiDoki! Precure (2013)
- Happiness Charge Precure (2014)
- Go! Princess Precure! (2015)
- Maho Girls Precure! (2016)
- Kira Kira ☆ Precure A la mode (2017)
- HUGtto! PreCure (2018)
- Mahō Shōjo Ore (2018)
- Star☆Twinkle PreCure (2019)

4e vague : les magical girls en armée, ou « magical guntai »
- Magical Girl Lyrical Nanoha A's (2005)
- Magical Girl Lyrical Nanoha StrikerS (2007)
- Magical Girl Lyrical Nanoha Vivid (2015)
- Fate/kaleid liner Prisma Illya (2013)
- Strike Witches S1 (2008)
- Strike Witches ki S2 (2010)
- Strike Witches Movie (2012)
- Shūmatsu no Izetta (2016)
- Yōjo Senki: Saga of Tanya the Evil (2017)

5e vague : les magical girls style horreur
- Alien 9  (1998)
- Bokusatsu tenshi Dokuro-chan (2005)

- Puella Magi Madoka Magica (2011)
- Magical Girl of the End (2012)
- Magical Girl Site (2013)
- Mahou Shoujo Ikusei Keikaku (2016)
- Yūki Yūna wa yūsha de aru (2014)

## Inspiration à double sens
Si les magical girls se sont beaucoup inspirés des super sentai avec Sailor Moon et les autres séries du genre à venir par la suite, le cas inverse s'est également produit en 2005 avec Mahô Sentai Magiranger, une série des super sentai racontant les aventures d'une famille de sentai magiciens, reprenant pas mal de bases des magical girls.

## Influences européennes
Le magical girl nippon a beaucoup influencé les créateurs européens de bandes dessinées ou de dessins animés, autant dans le style que dans les thèmes. On peut notamment penser à la saga italienne W.I.T.C.H. imaginée par Elisabetta Gnone, racontant l'histoire de cinq collégiennes dotées de pouvoirs surnaturels, ou encore le Winx Club, phénomène mondial des années 2000 à aujourd'hui, dessin animé réalisé par Iginio Straffi, où les six héroïnes apprennent la magie dans un lycée pour fées. Et plus récemment LoliRock, trio de princesses intergalactiques cachées sous l'identité de chanteuses, diffusé sur France Télévisions et Disney Channel (France), librement inspiré de Sailor Moon, y faisant même de nombreuses références.